# Cultura de Maurício
A cultura de Maurício (Maurícia em português europeu) envolve uma mistura de diversas culturas através da história da ilha, incluindo influências indianas, europeias e africanas.

## Datas comemorativas e festas populares de Maurício
O número e diversidade de dias festivos indica uma rica herança cultural da ilha e sua origem multiétnica.
Datas comemorativas em datas fixas
- Ano Novo — 1 e 2 de janeiro;
- Abolição da Escravidão - 1 de fevereiro;
- Dia Nacional (Dia da independência) - 12 de março;
- Dia do trabalho - 1 de maio;
- Assunção da Virgem Maria - 15 de agosto;
- Arrival of indentured Labourers — 2 de novembro
- Natal — 25 de dezembro;

Datas comemorativas com datas variáveis
As datas comemorativas listadas abaixo não são celebradas no mesmo dia todos os anos. Portanto, apenas os meses nos quais são comemoradas são apresentados.
- Ano novo chinês (Entre janeiro e fevereiro)

O festival da primavera, ou ano novo chinês, é celebrado em janeiro/fevereiro dependendo do ano lunar. O vermelho, símbolo da felicidade, é a cor dominante. Food is piled up to ensure abundance during the year and the traditional wax cake is distributed to relatives and friends. Firecrackers are lit to ward off evil spirits.
- Thaipusam (fevereiro) festival Hindu

Thaipusam (ou Cavadee) é celebrado em janeiro/fevereiro, mais precisamente pela comunidade tâmil. Along with the fire-walking and sword-climbing ceremonies, Cavadee is among the most spectacular Tamil events. The body pierced with needles and the tongue and cheeks with skewers, the devotee, trance-like and in penance, walks in procession to the temple bearing the "Cavadee", a wooden arch covered with flowers with a pot of milk at each end of its base which he or she places before the deity.
- Maha Shivratree (entre fevereiro e março) festival Hindu

Maha Shivaratree é celebrado em honra ao deus Shiva. Os devotos hindus, clad in spotless white, carry the "kanwar" - wooden arches covered with flowers — on pilgrimage to Grand Bassin, to fetch holy water from the lake. The whole scene is reminiscent of the great rituals on the banks of the Holy Ganges in India.
- Ugadi (Março) festival Hindu

Ugadi é a comemoração de ano novo Telegu.
- Ganesh Chaturthi (Entre agosto e setembro) festival Hindu

Ganesh Chaturthi é celebrado no 4° dia do mês lunar no calendário lunar hindu. A data marca o aniversário de Ganesha, o deus da sabedoria e removedor de todos os obstáculos de acordo com a mitologia hindu.
- Divali (entre outubro e novembro) festival Hindu

Divali é o mais jovial de todos as festividades hindus. É celebrado em outubro/novembro e marca a vitória da justiça/honradez sobre o mal na mitologia indu. tradicionalmente, clay oil lamps were placed in front of every home turning the island into a fairyland of flickering lights; these have now been replaced mostly by decorative electric lights.
- Eid-Ul-Fitr (entre outubro e novembro) festival Islâmico

A exata data do evento depende de confirmação e sua celebração depende da visibilidade da lua.
Eid-ul-Fitr é celebrado para marcar o fim do Ramadã, o mês sagrado de jejum dos muçulmanos. É uma data de ação de graças e regozijo. Orações são feitas na Mesquita durante a manhã.

## Culinária da  Maurícia
A culinária nacional é a mistura de influências da cozinha Criola, Chinesa, Francesa e Indiana. É comum a combinação destas culinárias para a elaboração de um prato.
Maurícia tem fortes laços culturais com a França. A popularidade dos pratos franceses como o daube, civet de lièvre or coq au vin servidos com vinho mostram a prevalência da Culinária da França em Maurícia na atualidade. Com o passar dos anos, algumas receitas foram adaptadas com a adição de ingredientes mais exóticos nativos da ilha, o que confere, em muitos casos, um sabor único.
Durante o século XIX, após a abolição da escravidão, trabalhadores indianos migraram para a ilha trazendo consigo sua culinária. No final do mesmo século, veio uma outra onda de imigração, desta vez da China, especialmente Chineses da região sudoeste da China, o que também influenciou a culinária local.
Ao longo dos anos, cada comunidade adaptou e misturou elementos uma das outras ao seu gosto, resultando na culinária atual.
A produção de rum é comum na ilha. A cana de açúcar foi inicialmente introduzida pela colonização holandesa  no ano de 1638.

## Música

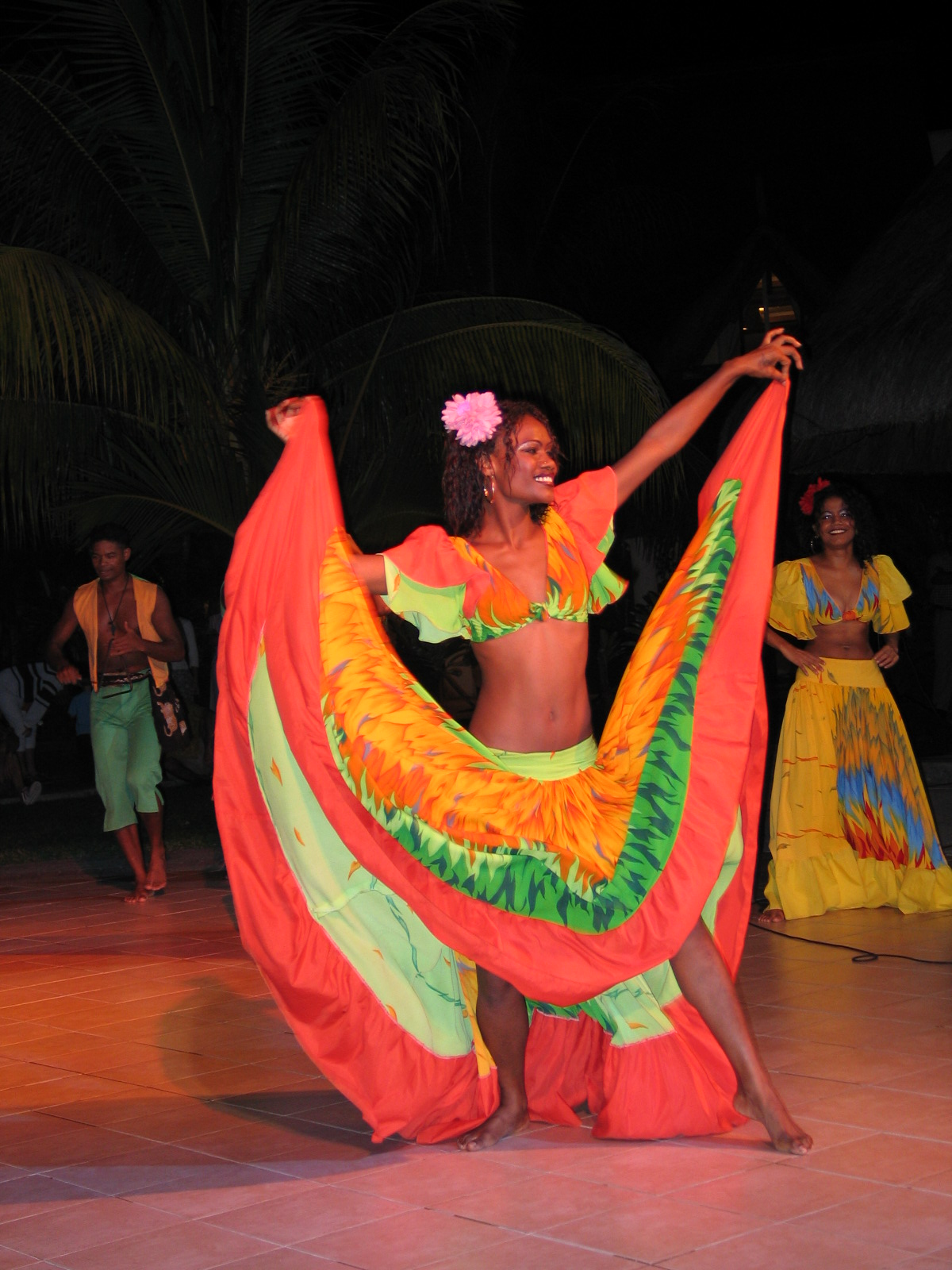
Sega, o ritmo tradicional de Maurício.

A sega, mistura de ritmos africanos e europeus, normalmente cantada em crioulo, é uma criação local e um importante produto turístico.

## Literatura
Enquanto Kreol Marisyen (Criolo da Maurícia) é a mais fala língua em Maurícia, a maior parte da literatura é escrita e, francês, embora muitos autores escreve em inglês, boiapuri, e Marisyen, assim como em outras língua como Abhimanyu Unnuth e hindi. O mais renomado escritor local, Dev Virahsawmy escreve exclusivamente em Marisyen.
Entre os autores importantes destaca-se Malcolm de Chazal, Ananda Devi, Raymond Chasle, Loys Masson, Marcel Cabon, e Edouard Maunick.[carece de fontes?] Lindsey Collen foi capaz de criar um encontro de imaginários na configuração social única deste país multifacetado. Outros jovens escritores como Shenaz Patel, Amal Sewtohul, Natacha Appanah, Alain Gordon-Gentil e Carl de Souza exploram questões étnicas, superstição e política em seus romances.

## Esportes
Devido à carência de patrocínio, as equipes esportivas nacionais não obtêm muito sucesso em competições internacionais. Contudo, recentemente, a união de Rugby têm crescido rapidamente em popularidade. O futebol também é muito popular. As seleções nacionais estão em posições muito modestas nos rankings internacionais de seus respectivos esporte.[carece de fontes?]
Nos jogos olímpicos de Pequim de 2008, Maurício ganhou sua primeira medalha olímpica. Bruno Julie ganhou na categoria peso galo do boxe a medalha de bronze.
No entanto Maurício é competitivo em nível regional, especialmente em competições realizadas entre os países do Indico. Maurício coleciona alguns ouros, pratas e bronzes nos Jogos das Ilhas do Oceano Índico (JIOI). A segunda e a quinta edição foram realizadas na ilha em 1985 e 2003, respectivamente.